# مراد إسماعيل (رياضيات)
مراد إسماعيل (مولود في القاهرة بمصر في 27 يونيو عام 1944) هو عالم رياضيات مصري-أمريكي، مُتخصّص في مجال كثيرات الحدود المتعامدة.
حصل إسماعيل على درجة البكالوريوس من جامعة القاهرة، وهو حاصل على درجة الماجستير والدكتوراه من جامعة ألبرتا. كان يعمل في عدة جامعات وزارها. حاليًا حاصل على أستاذة بحثية بجامعة سنترال فلوريدا وزمالة عالم متميز من جامعة الملك سعود في المملكة العربية السعودية.
إسماعيل هو زميل الجمعية الرياضية الأمريكية ومعهد الفيزياء. خدم في هيئات التحرير في العديد من المجلات بما في ذلك التقريب البناء ونظرية مجلة التقريب ومجلة الفيزياء أ ومجلة رامانوجان. قام بنشر أكثر من 290 مقالة بحثية وكتاب واحد وتحرير العديد من الكتب.
```
معظم أعمال إسماعيل مشتركة مع علماء الرياضيات والفيزياء الآخرين وبعض أوراقه متعددة التخصصات. يعمل مراد إسماعيل في مجال الوظائف الخاصة ومتعددات الحدود المتعامدة وتطبيقاتها، كما يتناول بحثه نظرية التقريب والكسور المستمرة. لقد قدم العديد من المساهمات في النظرية المقاربة لمتعددة الحدود المتعامدة، كما درس مشاكل اللحظة ووجد مقياس التعامد لعدة حدود متعامدة.
```

عمل إسماعيل على هويات سلسلة روجرز رامانوجان، كما يهتم أيضًا بالنظرية التوافقية لمتعددة الحدود المتعامدة ومعاملاتها الخطية.

## عنه
تلقى إسماعيل تعليمه في جامعة القاهرة وحصل على درجة البكالوريوس منها. وهو حاصل على درجة الماجستير والدكتوراه من جامعة ألبرتا. وكان كان يزور العديد من الجامعات. حالياً وهو حاصل على أستاذية البحوث في جامعة سنترال فلوريدا وكان من العلماء المتميزين في جامعة الملك سعود في المملكة العربية السعودية.
كان مراد زميلاً لمجتمع الرياضيات الأمريكي ومعهد الفيزياء بلندن. وهو أيضاً من بين مجلة الأبحاث العالمية ISI الذي استشهَد غاية العلماء. كما كان عضوا في هيئات تحرير العديد من المجلات بما في ذلك مجلة نظرية التقريب، ومجلة الفيزياء A، ومجلة رامانوجان. وقال انه نشر 251، وكتاب واحد وحرَّر العديد من الكتب.
معظم أعمال مراد إسماعيل هو اشتراكه مع علماء الرياضيات والفيزياء وأن بعض من أوراقه تمثل تخصصه. عمل مراد في مجال الدوال الخاصة وكثيرات الحدود المتعامدة وتطبيقاتها. وركزت أبحاثه أيضا على نظرية التقريب واستمرار الكسور. وكان يعمل أيضاً على مشاكل الانقسام اللانهائي في احتمالها، الأمر الذي أدى إلى تساؤلات حول خصائص الرتابة في الصوت والدوال خاصة. كما عمل على الرتابة في الصوت وعدم المساواة لأصفار كثيرات الحدود المتعامدة. وقدم العديد من المساهمات في نظرية مقاربة لكثيرات الحدود المتعامدة. ودرس أيضاً لحظة مشاكل إجراء التعامد لكثيرات الحدود المتعامدة. ويشمل هذا البحث بخصوص مسألة كثيرات الحدود روجرز-أسكي-إسماعيل (لَقَبه) وكثيرة الحدود السير العشوائي (والمعروف أيضاً بكثيرة الحدود أسكي-إسماعيل) وكثيرة الحدود السلام-إسماعيل (نسبة إلى العالم الرياضي وليد السلام)، وكثيرة الحدود ثيودور-إسماعيل، كما عمل مراد أيضاً على سلسلة تطابق مسألة روجرز-رامانوجان، وكان مراد مهتماً في نظرية اندماج كثيرات الحدود المتعامدة مع المعاملات الخطية الخاصة بهم.

## المنشورات
- إسماعيل، مراد (2005)، Classical and Quantum Orthogonal Polynomials in One Variable، ISBN:978-0-521-78201-2، مؤرشف من الأصل في 2016-03-04

## وصلات خارجية
- كيراكوفا، فيرجينيا (2009)، "مراد Ismail" (PDF)، Fractional calculus and applied analysis، ج. 12، مؤرشف من الأصل (PDF) في 2024-07-28
- مراد إسماعيل (رياضيات) في شجرة علماء الرياضيات